# Pibul Songgram
Polní maršál Pibul Songgram (14. července 1897 Nonthaburi - 11. června 1964 Sagamihara) byl thajský vojenský důstojník a politik, který v letech 1938–1944 a 1948–1957 působil jako thajský předseda vlády a diktátor.
Pibul Songgram byl členem Královské siamské armády a Lidové strany, první politické strany v Thajsku. Vedl siamskou revoluci v roce 1932, která transformovala Thajsko z absolutní monarchie na konstituční monarchii. Pibul Songgram se stal třetím předsedou vlády Thajska v roce 1938 a založil vojenskou diktaturu inspirovanou italským fašismem Benita Mussoliniho. Propagoval thajský nacionalismus a sinofobii a ve druhé světové válce se postavil na stranu Japonska. Zahájil modernizační kampaň známou jako thajská kulturní revoluce, která byla vyhlášena řadou 12 dekretů; mimo jiné se změnil název země ze Siam na Thajsko a byl propagován společný thajský jazyk.
Pibul Songgram byl v roce 1944 sesazen Národním shromážděním a nahrazen členy Svobodného thajského hnutí, ale vrátil se v roce 1947 pučem k moci. Ve studené válce spojil Thajsko s antikomunistickou stranou, vstoupil pod velením OSN do korejské války, opustil fašismus a budoval fasádu demokracie. Druhé období jeho vlády bylo sužováno politickou nestabilitou a došlo k řadě pokusů o státní převrat: proběhlo spiknutí generálního štábu armády v roce 1948, palácová vzpoura v roce 1949 a Manhattanská vzpoura v roce 1951. Pibul Songgram se od poloviny 50. let snažil přeměnit Thajsko na volební demokracii, ale byl svržen v roce 1957 a odešel do exilu v Japonsku, kde v roce 1964 zemřel.
Pibul Songgram je doposud (k roku 2021) nejdéle sloužícím předsedou vlády Thajska, celkem zemi vládl 15 let a jeden měsíc.